# 胡克实
胡克实（1921年5月30日—2004年7月20日），原名胡宝寿，湖北武昌人，原中国科学院副院长。

## 生平
胡克实于1937年考入湖北省立武昌中学，同年加入中国共产党，次年进入延安中央党校学习。此后，他先后任职于晋西南区党委、晋西区党委、边区青联、中共吕梁区党委、中共晋绥分局。中华人民共和国成立后，他历任中南局青委副书记，团中央书记处书记、常务书记，是当时团中央“三胡”之一（另二位为胡耀邦、胡启立）。1954年，他当选第一届全国人大代表。9月，他出席第一届全国人大第一次会议讨论宪法草案，期间并发言。1973年出任国家地震局党的领导小组组长。1975年起调入中国科学院，历任党的核心组成员、学部主席团成员、党组副书记、副院长。此外，他还是中共八大代表，第三届全国政协委员，第四、五届全国政协常委，第一届全国人大代表，第六、七届全国人大常委，全国人大教科文卫委员会副主任委员。2004年在北京逝世，享年83岁。